# Wijken en buurten in Baarn
De Nederlandse gemeente Baarn is voor statistische doeleinden onderverdeeld in wijken en buurten. De gemeente is verdeeld in de volgende statistische wijken:
- Wijk 00 Baarn (CBS-wijkcode:030800)
- Wijk 01 Baarn-Noord, Eemdal en Eemland (CBS-wijkcode:030801)
- Wijk 02 P.H.W.park (CBS-wijkcode:030802)
- Wijk 03 Lage Vuursche (CBS-wijkcode:030803)

Een statistische wijk kan bestaan uit meerdere buurten. Onderstaande tabel geeft de buurtindeling met kentallen volgens het Centraal Bureau voor de Statistiek (2008):
| CBS-buurtcode | Buurtnaam                       | Inwonertal | Opp. totaal (ha) | Opp. land (ha) | Ligging                |
| ------------- | ------------------------------- | ---------- | ---------------- | -------------- | ---------------------- |
| BU03080000    | Centrum                         | 1530       | 33               | 33             | Locatie in de gemeente |
| BU03080001    | Schoonoordpark                  | 1020       | 24               | 24             | Locatie in de gemeente |
| BU03080002    | Transvaal                       | 810        | 19               | 19             | Locatie in de gemeente |
| BU03080003    | Zandvoort                       | 2110       | 36               | 36             | Locatie in de gemeente |
| BU03080004    | Oude-Oosterhei                  | 2170       | 34               | 34             | Locatie in de gemeente |
| BU03080005    | Nieuwe-Oosterhei                | 2590       | 39               | 38             | Locatie in de gemeente |
| BU03080006    | Pekingpark                      | 570        | 19               | 19             | Locatie in de gemeente |
| BU03080007    | Amaliapark                      | 630        | 20               | 20             | Locatie in de gemeente |
| BU03080100    | Componistenwijk                 | 1000       | 68               | 67             | Locatie in de gemeente |
| BU03080101    | Professorenwijk                 | 1850       | 51               | 50             | Locatie in de gemeente |
| BU03080102    | Staatsliedenwijk                | 1190       | 26               | 26             | Locatie in de gemeente |
| BU03080103    | Schilderswijk                   | 1960       | 99               | 98             | Locatie in de gemeente |
| BU03080104    | Eemdal-Noord                    | 2070       | 35               | 33             | Locatie in de gemeente |
| BU03080105    | Eemdal-Zuid                     | 1820       | 53               | 50             | Locatie in de gemeente |
| BU03080109    | Eemland waaronder Eembrugge     | 150        | 475              | 451            | Locatie in de gemeente |
| BU03080200    | Wilhelminapark                  | 1210       | 142              | 142            | Locatie in de gemeente |
| BU03080201    | Pr. Hendrikpark                 | 430        | 35               | 35             | Locatie in de gemeente |
| BU03080300    | Lage Vuursche                   | 210        | 67               | 67             | Locatie in de gemeente |
| BU03080301    | Soestdijk                       | 70         | 122              | 118            | Locatie in de gemeente |
| BU03080309    | Verspreide huizen Lage Vuursche | 1020       | 1909             | 1898           | Locatie in de gemeente |